# HMS Culloden (1783)
Pour les autres navires du même nom, voir HMS Culloden.
Le HMS Culloden est un vaisseau de 74 canons de classe Ganges en service dans la Royal Navy de 1783 à 1813. Il participe à de nombreuses batailles des guerres de la Révolution française.

## Conception et construction
Le HMS Culloden est le deuxième vaisseau de la classe Ganges. Commandé le 12 juillet 1779, il est construit à partir de janvier 1782 aux chantiers Randall de Rotherhithe et lancé le 16 juin 1783.
Long de 169,5 pieds, large de 47 pieds et 8,5 pouces et d'un tirant d'eau de 20,25 pieds, le navire déplace 1 683 ton. Ses 74 canons sont répartis en 28 canons de 32 livres sur le pont-batterie principal, 28 canons de 18 livres sur le pont-batterie supérieur, 14 canons de 9 livres sur les bastingages et 4 canons de 9 livres sur les gaillards d'avant.

## Service actif
Le HMS Culloden combat sans dommage à la bataille du 13 prairial an II, sous le commandement du capitaine Isaac Schomberg (en). Transféré en Méditerranée à l'été 1795, il participe le 13 juillet à la bataille des îles d'Hyères.
En février 1797, le Culloden est présent à la bataille du cap Saint-Vincent sous les ordres du capitaine Troubridge. Celui-ci soutient l'attaque du HMS Captain de Nelson. Au cours de la bataille, le HMS Culloden est endommagé, dix membres d'équipage sont tués et 47 blessés. 
En avril 1797, Nelson envoie le HMS Culloden accompagné des frégates HMS Didon et Terpsichore reconnaitre les Canaries soupçonnant qu'une flotte espagnole relâche à Santa Cruz de Tenerife. Revenu participer au blocus de Cadix, le HMS Culloden appareille le 15 juillet  avec les HMS Theseus, Zealous, Ardent, trois frégates et un brick, pour Santa Cruz que la flottille atteint le 24 juillet. Lors de la bataille qui s'ensuit, le capitaine Troubridge mène la première vague d'assaut, mais, à la suite de l'échec du débarquement de la deuxième vague au sein de laquelle Nelson perd un bras, il doit signer une convention avec le gouverneur espagnol et rembarque au matin.
Le 7 juin 1798, le HMS Culloden et dix autres vaisseaux britanniques rejoignent l'escadre de Nelson en Méditerranée pour partir à la recherche de flotte française qui accompagne l'expédition de l'armée de Bonaparte. Au début de la bataille navale d'Aboukir, le HMS Culloden, qui évolue en serre-file de la ligne britannique s'échoue sur des hauts-fonds. Bien que secouru par la Mutine et par le HMS Leander, le bâtiment ne parvient pas à se dégager et à participer à la bataille. Le navire ne quitte la côte égyptienne que le 19 août, accompagnant Nelson et les HMS Vanguard, Alexander et Bonne Citoyenne, et rejoint Naples à la fin de septembre.
À la fin de l'année 1798, le HMS Culloden transporte le commodore Sidney Smith en Méditerranée, puis accueille provisoirement le contre-amiral Nelson à son bord fin mars 1799. Le 3 avril 1799, le HMS Culloden participe à la reprise par les Anglais des îles Pontines puis stationne en baie de Naples après la reprise de la ville par Nelson et le cardinal Ruffo.

## Dernières années
Le HMS Culloden est finalement démoli en février 1813.